# RISA
RISA, förkortning för latin: Romani imperii semper auctor, alltid vidgare av romerska riket, fordom tillägg till tyska kejsartiteln. Ursprungligen betydde förkortningen Romanorum imperator semper Augustus.